# Hoplophthiracarus bisultus
Hoplophthiracarus bisultus är en kvalsterart som beskrevs av Wojciech Niedbała 1993. Hoplophthiracarus bisultus ingår i släktet Hoplophthiracarus och familjen Phthiracaridae. Inga underarter finns listade i Catalogue of Life.